# Pastor Bonus
Pastor Bonus (pol. Dobry Pasterz) – konstytucja apostolska ogłoszona przez Jana Pawła II reformująca Kurię Rzymską i poszczególne dykasterie. Dokument nosi datę 28 czerwca 1988.
Pastor Bonus określa kompetencje Sekretariatu Stanu, Kongregacji, Trybunałów, Rad Papieskich oraz innych służb administracyjnych i komisji w Kurii Rzymskiej.
Pastor Bonus ustanawia także normy wizyt biskupów w Rzymie ad limina apostolorum i relacji między Stolicą Apostolską a Kościołami partykularnymi i konferencjami episkopatów.

## Reforma Kurii Rzymskiej
Mocą konstytucji Pastor Bonus papież włączył utworzoną przez Pawła VI Radę do Spraw Publicznych Kościoła w struktury Sekretariatu Stanu, tworząc tzw. Drugą Sekcję czyli Sekcję ds. Relacji z Państwami.
Konstytucja dopuszcza możliwość członkostwa w dykasteriach dla prezbiterów, diakonów, zakonników i świeckich, co przez wieki było zarezerwowane dla kardynałów.